# Terre-Natale
Terre-Natale var en kommun i departementet Haute-Marne i regionen Grand Est (tidigare regionen Champagne-Ardenne) i nordöstra Frankrike. Kommunen låg i kantonen Terre-Natale som tillhör arrondissementet Langres. År 2009 hade Terre-Natale 383 invånare.
Kommunen bildades den 1 augusti 1972, då kommunerna Champigny-sous-Varennes, Chézeaux och Varennes-sur-Amance gick samman. Den 1 januari 1986 bröt sig Champigny-sous-Varennes ut ur kommunen och den 1 januari 2012 upphörde den helt då Terre-Natale återigen delades upp i kommunerna Chézeaux och Varennes-sur-Amance.

## Befolkningsutveckling
Antalet invånare i kommunen Terre-Natale
| Referens: INSEE |